# Begraafplaats van Billy-Montigny
De Begraafplaats van Billy-Montigny is een gemeentelijke begraafplaats in de Franse gemeente Billy-Montigny in het departement Pas-de-Calais. De begraafplaats ligt in het oostelijk deel van de gemeente, een paar honderd meter van de Église Saint-Martin. Naast de begraafplaats ligt het Deutscher Soldatenfriedhof Billy-Montigny.

## Britse oorlogsgraven
Op de begraafplaats bevinden zich vijf Britse oorlogsgraven. Drie graven dateren uit de Eerste Wereldoorlog waaronder een niet geïdentificeerde Canadese militair en drie uit de Tweede Wereldoorlog. De graven worden onderhouden door de Commonwealth War Graves Commission waar ze geregisteerd staan onder Billy-Montigny Communal Cemetery.
- Denis Percival Beauchamp Taylor, luitenant bij het Royal Flying Corps werd onderscheiden met het Military Cross (MC).